# 허신 (후한)

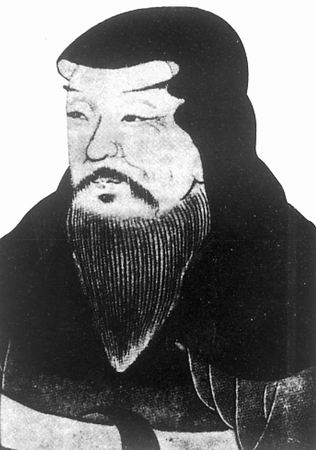

허신(한국 한자: 許愼, c. 58 – c. 148 CE 혹은 c. 30 – c. 124 CE)은 후한 중기의 학자로, 자는 숙중(叔重)이며, 예주 여남군 소릉현(召陵縣) (현재의 하남성 뤄허 시) 사람이다. 중국 최고(最古)의 자전 《설문해자》의 저자이다.

## 생애
어릴 때부터 경전에 밝았고, 가규에게서 고문학(古文學)을 배웠다. 마융은 허신을 항상 존경하였으며, 이때 사람들은 허신을 "오경에 무쌍한 허숙중"이라고 일컬었다.
허신은 군의 공조(功曹)를 지냈고, 효렴에 천거되어 효장(洨長)에 제수되었다.

## 저서
- 《설문해자》
- 《오경이의》(五經異義): 판본에 따른 오경의 내용의 상이함을 고증한 책으로, 현전하지 않는다.